# Kościół Wniebowzięcia Najświętszej Maryi Panny w Irkucku
Kościół Wniebowzięcia Najświętszej Maryi Panny – kościół w Irkucku (ros. Иркутский римско-католический костёл во имя Успения Пресвятой Девы Марии) wzniesiony w latach 1881-1884 na miejscu drewnianego kościoła katolickiego zbudowanego w 1826 roku, który spłonął w wielkim pożarze Irkucka w lipcu 1879 roku. Kościół nazywany jest także „kościołem polskim” (ros. Польский костёл), gdyż powstał dzięki zamieszkałym w Irkucku zesłańcom powstania styczniowego (1863-1864), oraz ze względu na zewnętrzne wykończenie z klinkieru „kościołem czerwonym” (ros. Красный костёл).
W latach 1974–1978 został przerobiony na salę organową i obecnie stanowi drugi budynek irkuckiej filharmonii, jest również jedynym na Syberii obiektem architektonicznym urządzonym wewnątrz w stylu neogotyckim. Budynek jest położony przy ul. Suche Batora 1.

## Historia
Pod koniec XVIII wieku po nieudanych wystąpieniach zbrojnych mających na celu obronę niepodległości Rzeczypospolitej (konfederacja barska i insurekcja kościuszkowska) wielu Polaków zostało zesłanych na Syberię i znaczna ich część osiedliła się w Irkucku, a katolicka wiara stała się dla zesłańców symbolem przynależności narodowej. Po przegranej przez Napoleona wojnie z Rosją nastąpiły kolejne masowe deportacje. Już w XVIII wieku powstały pierwsze parafie, jednakże nie było zgody władz carskich na budowę kościoła.

### Kościół drewniany
W 1825 roku pełniący wtenczas w Irkucku służbę bernardyni, dzięki staraniom grafa Giulio Litty (1763-1839), który był członkiem zakonu maltańskiego i bratem kardynała, uzyskali zezwolenie na budowę świątyni.  Ministerstwo Spraw Wewnętrznych (skrót ros. МВД) Rosji zgodziło się na budowę kościoła pod zniekształconą nazwą „Wniebowzięcia Najświętszej Panny”. Prace szły szybko i już w następnym roku drewniany kościół był postawiony. Całkowity koszt budowy wyniósł około 25 tys. rubli, nie licząc 3 tysięcy wydanych wcześniej na kupno placu. Pieniądze pochodziły z dobrowolnych datków ludzi, gdyż władze miasta nie zgodziły się na finansowane budowy z podatków.
W 1855 roku przeprowadzono kapitalny remont, wnętrze świątyni wydłużono przez wyburzenie ściany oddzielającej nawę od sieni, pobielono ściany, odnowiono obrazy i położono nowy dach, a w 1856 roku wymieniono fisharmonię na nową z paryskiej fabryki Debaina. W 1868 roku przeprowadzono remont prezbiterium i wymieniono ołtarz na nowy w stylu gotyckim, wykonany przez Wojciecha Koperskiego, projekt wykonał i nad pracami czuwał architekt Walerian Kulikowski.
Kościół spłonął w 1879 roku podczas największego w historii Irkucka pożaru miasta.

### Odbudowa świątyni

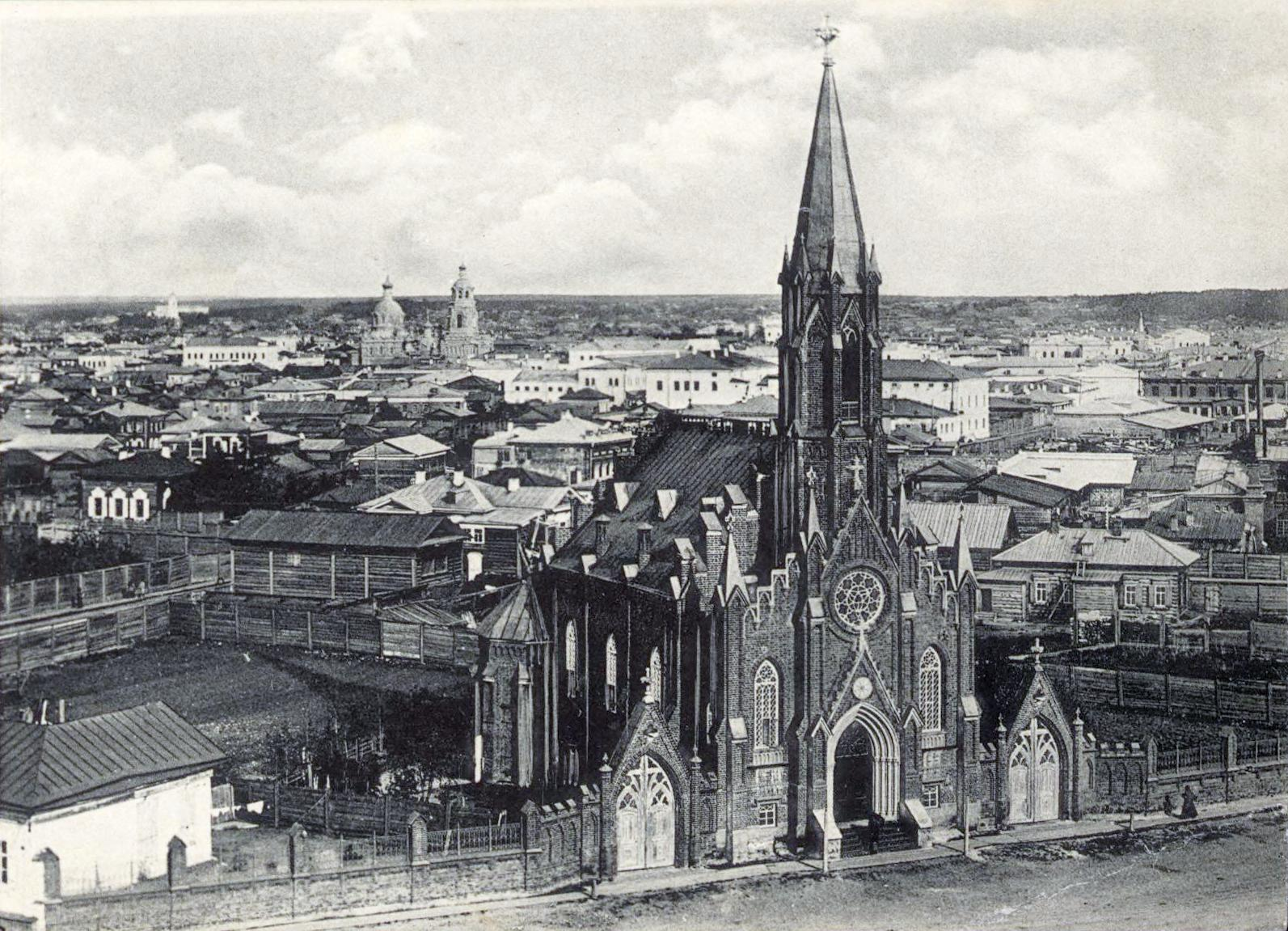
Kościół w początku XX wieku

Postanowiono na miejscu spalonego kościoła wybudować nowy, murowany. Projekt wykonał irkucki architekt Jan Tamulewicz. Prace rozpoczęto w lipcu 1881 roku (błogosławieństwo abp. mogilewskiego A. Fiałkowskiego na położenie fundamentów). Techniczny nadzór nad budową kościoła z cegły w stylu neogotyckim sprawował inżynier architekt baron Henrich Rozen. Pod koniec 1884 roku budynek był gotowy i w grudniu w święto Niepokalanego Poczęcia NMP w kościele została odprawiona pierwsza msza. Kościół został konsekrowany 8 stycznia 1885 roku.
Całkowity kosz budowy wyniósł 63 163 ruble i 16 kopiejek, z czego większość pochodziła od darczyńców. Najwięcej na budowę ofiarował adwokat Michał Kossowski (25 tys. rubli). Dużą rolę odegrał ówczesny proboszcz ks. Krzysztof Szwernicki (1812-1894), który prowadził budowę i organizował zbiórki pieniężne na nią.
Prace wykończeniowe wnętrza świątyni wykonane według rysunków Wojciecha Koperskiego (budowniczy ołtarza z 1868 roku) zakończyły się pod koniec lat 90. XIX wieku. Postawiono m.in. ołtarz główny, ołtarze boczne, ambonę. W roku 1896 ustawiono w kościele sprowadzoną z Ameryki fisharmonię. W początkach XX wieku powstały plany rozbudowy kościoła. 
W 1914 roku wikariuszem był ksiądz bł. Antoni Leszczewicz.

### Nacjonalizacja
Z nastaniem władzy sowieckiej rozpoczęto ateizację kraju, czemu towarzyszyła stopniowa likwidacja struktur kościelnych i przejmowanie majątku. W 1921 roku irkucką świątynię znacjonalizowano, a 7 kwietnia 1938 roku oficjalnie zamknięto. Następnie w niszczejącym budynku otwarto magazyn wschodnio-sybirskiego studia Kroniki Filmowej.
W latach 1974–1978 wyremontowano budynek według projektu Galiny Wiazunowej. Pierwotnie po remoncie obiekt miał być przeznaczony na Muzeum Polaków na Syberii, ostatecznie jednak władze administracyjne Irkucka przekazały kościół filharmonii, aby urządzić w nim salę organową. Została ona otwarta 3 listopada 1978 roku.

## Organy
W kościele w miejscu ołtarza są postawione mechaniczne organy firmy Schuke z Poczdamu. Posiadają one 27 głosów i 1836 piszczałek, kontuar ma dwa manuałów, po cztery i pół oktawy każdy i pedał.
W Irkucku grali m.in. Harry Grodberg, Ludmiła Macura, Rolf Uusviali, Leopoldas Digris, Joachim Grubich, Eugenia Lisicyna, Ruben Abdullin, Leonid Royzman.
Poza koncertami organowymi w Sali Organowej odbywają się też koncerty fortepianowe oraz inne występy artystyczne.

## Próby odzyskania kościoła
Po przywróceniu struktur kościelnych w Rosji, rozpoczęto starania o przywrócenie budynkowi jego właściwego (sakralnego) charakteru. W 1991 roku udało się wydzierżawić od władz jedno z pomieszczeń na parterze i zaadaptowano je na kaplicę, przy czym ustalono, że w niedziele i uroczystości liturgia może być odprawiana w znajdującej się na piętrze sali organowej. Władze nie są skłonne do oddania obiektu i jako pretekst podają, że przeniesienie organów na tył kościoła pogorszy ich walor artystyczny.
W dniach 24-25 października 2009 roku zorganizowano obchody z okazji 125. rocznicy konsekracji kościoła w Irkucku, podczas których otwarto wystawę poświęconą historii kościoła pt. „Kościół katolicki w Irkucku” i zorganizowano konferencję naukową. W czasie mszy sprawowanej pod przewodnictwem przez biskupów Wertha i Klimowicza padły zdecydowane słowa pod adresem władz miasta. Hierarchowie Kościoła w Rosji domagali się w nich, aby zwrócono świątynię irkuckiej parafii.